# 資訊工程學系
資訊工程學系（Computer Science and Information Engineering，CSIE）是一個隸屬於工學院或電機資訊學院或資訊學院的學系，主要學習計算機科學與資訊工程相關領域與學科，包含計算與資訊處理。
- 臺灣的大學資訊工程學系英文名稱為Computer Science and Information Engineering，然而資訊工程的直譯英文為'Information Engineering，課程內容稍有不同。

## 必修學科
一般所需修習的科目，依各校學系安排，學科略有不同。
- 微積分
- 電腦程式設計
- 資料結構
- 演算法
- 作業系統
- 計算機組織
- 編譯器
- 線性代數
- 離散數學
- 數位邏輯設計

## 應用領域
結合學術理論的應用種類
- 資訊儲存與檢索
- 人工智慧
- 電腦輔助設計
- 電腦輔助軟體工程